# Anqing
Anqing (安庆 ; pinyin: Ānqìng) è una città con status di prefettura della provincia di Anhui, in Cina.

## Geografia antropica

### Suddivisioni amministrative
La prefettura di Anqing è a sua volta divisa in 3 distretti, 7 contee e 1 città.
| Nome                   | Cinese (Semplificato / Tradizionale) | Pinyin         | Popolazione | Cap    |
| ---------------------- | ------------------------------------ | -------------- | ----------- | ------ |
| Distretto di Yingjiang | 迎江区 / 迎江區                      | Yíngjiāng Qū   | 150.000     | 246000 |
| Distretto di Daguan    | 大观区 / 大觀區                      | Dàguān Qū      | 190.000     | 246000 |
| Distretto di Yixiu     | 宜秀区 / 宜秀區                      | Yíxiù Qū       | 216.000     | 246000 |
| Tongcheng              | 桐城市                               | Tóngchéng Shì  | 744.000     | 231400 |
| Contea di Huaining     | 怀宁县 / 懷寧縣                      | Huáiníng Xiàn  | 790.000     | 246100 |
| Contea di Taihu        | 太湖县 / 太湖縣                      | Tàihú Xiàn     | 560.000     | 246400 |
| Qianshan               | 潜山县 / 潛山縣                      | Qiánshān Xiàn  | 570.000     | 246300 |
| Contea di Susong       | 宿松县 / 宿松縣                      | Sùsōng Xiàn    | 800.000     | 246500 |
| Contea di Wangjiang    | 望江县 / 望江縣                      | Wàngjiāng Xiàn | 600.000     | 246200 |
| Contea di Yuexi        | 岳西县 / 岳西縣                      | Yuèxī Xiàn     | 400.000     | 246600 |